# Гелий Максим
Гелий Максим е римски узурпатор срещу император Елагабал.
Гелий Максим е син на лекар и член на римския сенат. Самият той служи като офицер в IV Скитски Легион в Сирия и използва вълнения околко издигането на Елагабал за император, за да обяви себе си за такъв. Бунтът скоро е потушен и Гелий Максим е екзекутиран.